# Mikawa
Mikawa (三川町, Mikawa-machi) est un bourg du district de Higashitagawa (préfecture de Yamagata), dans le Nord de l'île de Honshū, au Japon.

## Géographie

### Démographie
Lors du recensement national de 2010, la population de Mikawa s'élevait à 7 818 habitants répartis sur une superficie de 33,21 km2 (densité de population de 235 hab./km2).